# Оператор Кыпс
«Опера́тор Кы́пс» — цикл из четырёх познавательных советских кукольных мультфильмов, созданных на студии «Таллинфильм» режиссёром Хейно Парсом.

## «Оператор Кыпс в стране грибов»(Operaator Kõps seeneriigis)1964

### Сюжет
Оператор Кыпс взял кинокамеру и поехал на автомобиле к Деду-многоведу. В лесу Дед-многовед рассказывал о грибах — съедобных и ядовитых, а Кыпс снимал фильм.

### Съёмочная группа
- режиссёр и сценарист — Хейно Парс
- операторы: Калью Курепыльд, Антс Лооманн
- художник-постановщик — Георгий Щукин
- мультипликаторы: Евгения Леволль, Тилт Люттер
- композитор — Арво Пярт
- звукооператор — Герман Вахтель
- автор текста — Валентин Рушкис
- директор — Владимир Коринфский

## «Новые приключения оператора Кыпса» или «Оператор Кыпс в ягодном лесу»(Operaator Kõps marjariigis)1965

### Сюжет
Дед-многовед показал Кыпсу цветы. Затем в лесу Дед-многовед рассказывал о ягодах — съедобных и ядовитых, а Кыпс снимал о них фильм.

### Съёмочная группа
- режиссёр — Хейно Парс
- сценаристы: Сильвия Кийк, Хейно Парс
- оператор — Антс Лооманн
- художник-постановщик — Георгий Щукин
- мультипликаторы: Евгения Леволль
- композитор — Арво Пярт
- звукооператор — Герман Вахтель
- директор — Владимир Коринфский

## «Оператор Кыпс на необитаемом острове»(Operaator Kõps üksikul saarel)1966

### Сюжет
Кыпс и Дед-многовед летели на вертолёте и упали на необитаемый остров. Дед-многовед показывает полезные растения, прежде всего съедобные. Кыпс исследует озеро и узнаёт, кто там живёт и что растёт под водой.

### Съёмочная группа
- режиссёр — Хейно Парс
- сценарист и художник-постановщик — Георгий Щукин
- оператор — Антс Лооманн
- мультипликаторы: Евгения Леволль, Ардо Крастин
- композитор — Арво Пярт
- звукооператор — Герман Вахтель
- роли озвучивали: Николай Гаврилов, Жанна Сухопольская
- директор — Владимир Коринфский

В отличие от первых двух фильмов цикла, третий был озвучен на русском языке.

## «Оператор Кыпс в царстве камней»(Operaator Kõps kiviriigis)1968

### Сюжет
Оператор Кыпс искал, что бы ему поснимать. Случайно он встретил сороку по имени Затейник, которая писала на камне своё имя. Случайно они услышали голос, которой призывал их в пещеру. А в пещере Кыпс с Затейником научились отличать камни, познакомились с подземным духом и его дочкой Улли, поиграли в игру «Чья картина лучше» и создали камень. А в конце Улли стала кристаллом, который всегда указывал Кыпсу дорогу домой.

### Съёмочная группа
- режиссёр — Хейно Парс
- сценарист — Ико Маран
- операторы: Антс Лооманн, Калью Курепылд
- художник-постановщик — Георгий Щукин
- мультипликаторы: Тилт Люттер, Евгения Леволль
- композитор — Арво Пярт
- звукооператор — Герман Вахтель
- автор текста — Валентин Рушкис
- директор — Владимир Коринфский

## Отзывы
В кукольных фильмах-сказках Парс изобретательно соединил куклы с живой природой (на земле, в воде, в мире растений, птиц и насекомых): серия фильмов о приключениях оператора Кыпса и др.
— Кино. Энциклопедический словарь, 1987

В последнее время получил развитие жанр научно-популярного мультфильма, интересным образцом которого являются картины талантливого эстонского сценариста и режиссёра Хейно Парса, адресовавшего свои оригинальные кукольные «фильмы-исследования» юным зрителям: «Оператор Кыпс в стране грибов», «Новые приключения оператора Кыпса» и т. д.
— Асенин С. В. «Волшебники экрана», 1974

Работу режиссёра Хейно Парс понимает как должность главного выдумщика и конструктора в творческой группе, изобретателя, который, умело пользуясь выразительными средствами мультипликации, смело сталкивает фантазию и действительность, реальное и вымышленное. Следующая его картина стала началом серии познавательных фильмов с постоянным, вскоре широко популярным в детской аудитории мультипликационным кукольным персонажем — оператором Кыпсом, совершающим необычные путешествия в мир живой природы. Знакомясь с фильмами этой серии, нельзя не удивляться тому, как смело уверенно и разнообразно использован в них приём сопоставления натуры и сказки.
— Асенин С. В. «Мир мультфильма», 2013

## Книги по мультфильмам
На основе мультфильмов в 1969 и 1970 году массовым тиражом были выпущены книжки для детей с иллюстрациями Георгия Щукина.